# Appenberg (Mainleus)
Appenberg (oberfränkisch: Abbnbärch) ist ein Gemeindeteil des Marktes Mainleus im Landkreis Kulmbach (Oberfranken, Bayern). Appenberg liegt in der Gemarkung Proß.

## Geografie
Der Weiler Appenberg liegt ein wenig nordöstlich des Aubaches in Hanglage zur Anhöhe Stirn (376 m ü. NHN). Eine Gemeindeverbindungsstraße führt die Kreisstraße KU 32 kreuzend nach Proß (0,8 km südlich).

## Geschichte
Der Ort wurde 1520 als „Prosse“ erstmals urkundlich erwähnt. 1531 gab es laut dem Landbuch der Plassenburg vier Mannschaften in „Appenberck“. Das Bestimmungswort des Ortsnamens ist der Personenname Abo bzw. Apo.
Gegen Ende des 18. Jahrhunderts gab es in Appenberg 5 Anwesen. Das Hochgericht und die Dorf- und Gemeindeherrschaft übte das Giech’sche Amt Thurnau aus. Alleiniger Grundherr war die Hospitalverwaltung Thurnau (3 Söldengüter, 1 Halbsöldengut, 1 Sölde).
Von 1797 bis 1810 unterstand der Ort dem Patrimonialgericht Thurnau. 1810 kam Appenberg zum Königreich Bayern. Mit dem Gemeindeedikt wurde Appenberg dem 1811 gebildeten Steuerdistrikt Peesten zugewiesen und mit dem Zweiten Gemeindeedikt von 1818 der Ruralgemeinde Proß. Im Zuge der Gebietsreform in Bayern wurde Appenberg am 1. Juli 1976 in den Markt Mainleus eingegliedert.

## Religion
Appenberg ist seit der Reformation evangelisch-lutherisch geprägt. Sowohl St. Aegidius (Melkendorf) als auch St. Maria (Peesten) beanspruchten die Zuständigkeit für den Ort.